# Нехлопоченко Ніна Аполлонівна
Ніна Аполлоновна Нехлопоченко (8 січня 1928 — 15 червня 2021) — радянська і російська театральна акторка. Заслужена артистка Російської Федерації (1996).

## Життєпис
Ніна Нехлопоченко народилася 8 січня 1928 року. У 1945—1946 роках вчилася в театральному училищі при Красноярському драматичному театрі імені О. С. Пушкіна на одному курсі з Інокентієм Смоктуновським. 
У 1951 році закінчила театральне училище імені Бориса Щукіна (курс Віри Львової) і того ж року почала грати в театрі імені Євг. Вахтангова.
Ніна Нехлопоченко була першим коханням актора і режисера Михайла Ульянова. Вони товаришували все життя і працювали в одному театрі, де він згодом став художнім керівником.
В театрі працює понад 68 років. У березні 2019 року отримала премію «Людина театру».
|  | «Мені 91 рік. Я зіграла в Театрі Вахтангова 115 ролей і до сих пір працюю. У мене немає більшої любові, ніж мій рідний театр. І слава Богу, я йому ще потрібн », — розповіла артистка. |

## Творчість

### Роботи в театрі
- «Співають жайворонки» — Маруся
- «В наші дні» — Нюра
- «Так, ось вона-любов» — Катя
- «Фома Гордєєв» — Васса, Саша
- «Ромео і Джульєтта» — Служниця Капулетті
- «Чи багато людині треба» — Тонечка Строєва
- «Кухарка заміжня» — Наталія
- «Іркутська історія» — Нюра, Зінка
- «Дами і гусари» — Служниця Юзя
- «Живий труп» — Циганка
- «Принцеса Турандот» — Цанні
- «Олеко Дундич» — Циганка
- «Діон» — Римлянка
- «Вирінея» — Дар'я
- «Попелюшка» — Маріана
- «Міщанин у дворянстві» — співачка
- «З життя ділової жінки» — Маня
- «Правда пам'яті» — Будівельник
- «Анна Кареніна» — Аннушка
- «Русь! Браво!» — Пелагея
- «Опера жебраків» — Повія
- «Лівша» — мати Лівші
- «За двома зайцями…» — Підора, прислуга у Лимарихи
- «Лір» — Вісниця
- «Алі-Баба і сорок розбійників» — торгівка східними прикрасами
- «Найправдивіша легенда одного кварталу» — Велья Ангеліха
- «Останні місяця» — мешканка пансіону
- «Принцеса Івонна» — тітонька Івонн
- «Сірано де Бержерак» — Дуенья, Сестра Марта
- «Пристань. Візит старої дами» — Дружина Альфреда Ілла

### Фільмографія
1. 1959 — Місто на зорі (телеспектакль) — учасниця хору
2. 1960 — Бурштинове намисто (телеспектакль)
3. 1962 — Інтерв'ю у весни (телеспектакль) (сцена з вистави «Стряпуха замужем») — Нюра
4. 1964 — Повість про молоде подружжя (телеспектакль) — Шурочка
5. 1967 — Кур'єр Кремля (телеспектакль) — епізод
6. 1968 — Повернення (телеспектакль)] — буфетниця
7. 1968 — Портрет Доріана Грея — епізод
8. 1968 — Доля грає людиною (телеспектакль) — Шурочка, касирка в аеропорту
9. 1969 — Оперативне відрядження (телеспектакль) — Дунька
10. 1970 — Драма на полюванні — циганка
11. 1971 — Принцеса Турандот (спектакль, театр Вахтангова) — Скиріна, мати Зеліми
12. 1971 — Телеграма — працівниця хімчистки
13. 1971 — Тисяча душ (фільм-спектакль) — ісправниця Марія Михайлівна
14. 1973 — Іркутська історія (фільм-спектакль) — Нюра
15. 1976 — Дами і гусари — Юзя
16. 1977 — Міщанин у дворянстві (телеспектакль) — співачка
17. 1977 — На золотому дні (телеспектакль)
18. 1977 — Ситуація (телеспектакль)] — Нона
19. 1977 — Людина з рушницею (телеспектакль) — епізод
20. 1979 — Кіт у чоботях — Рябіна
21. 1981 — Тропініни — Ольга Платонівна, лікарка
22. 1987 — Тринадцятий голова (телеспектакль) — '
23. 2001 — За двома зайцями (телеспектакль) — Підора, прислуга у Лимарихи
24. 2004 — Довге прощання — епізод
25. 2009 — Черчилль (фільм 7-й «Відкрите вікно») — Тамара Петрівна

### Радіопостановки
- Ж. Б. Мольєр «Міщанин у дворянстві»
- Ч. Айтматов «І довше століття триває день»